# Aaron Gate
Pour les articles homonymes, voir Gate.
Aaron Gate, né le 26 novembre 1990 à Auckland, est un coureur cycliste néo-zélandais, spécialiste de la piste et de la route. 
Son palmarès comprend notamment un titre de champion du monde d'omnium glané en 2013, un autre sur la course aux points dix ans plus tard et plusieurs titres de champion d'Océanie sur piste. Sur route, il a également remporté les Jeux du Commonwealth en 2022.

## Biographie
Fin 2014, il signe un nouveau contrat avec l'équipe continentale irlandaise An Post-ChainReaction.
En 2015, il gagne deux étapes de  l'An Post Rás et termine cinquième du championnat du monde d'omnium masculin à Saint-Quentin-en-Yvelines.
En 2018, il termine 17e du Tour du Limousin.
Il est nommé porte-drapeau de la délégation néo-zélandaise aux Jeux olympiques d'été de 2024 à Paris aux côtés de la skippeuse Jo Aleh.

## Palmarès sur piste

### Jeux olympiques
| Édition / Épreuve | Poursuite par équipes | Omnium | Américaine |
| Londres 2012      | Bronze                |        |            |
| Rio 2016          | 4e                    |        |            |
| Tokyo 2020        | 4e                    |        |            |
| Paris 2024        | 5e                    | 5e     | 4e         |

### Championnats du monde
| Édition / Épreuve              | Poursuite par équipes | Course aux points | Américaine | Scratch | Omnium |
| Le Cap 2008 (juniors)          | Bronze                |                   |            |         |        |
| Apeldoorn 2011                 |                       |                   | 13e        |         |        |
| Melbourne 2012                 | Bronze                | 4e                |            |         |        |
| Minsk 2013                     |                       |                   |            |         | Or     |
| Cali 2014                      | Bronze                |                   |            |         | 4e     |
| Saint-Quentin-en-Yvelines 2015 |                       |                   |            |         | 5e     |
| Londres 2016                   | 7e                    |                   |            |         | 19e    |
| Hong Kong 2017                 |                       |                   |            |         | Argent |
| Pruszków 2019                  | 8e                    |                   |            |         |        |
| Berlin 2020                    | Argent                |                   | Argent     |         |        |
| Roubaix 2021                   |                       |                   |            |         | Argent |
| Saint-Quentin-en-Yvelines 2022 | 5e                    |                   |            | 10e     | Bronze |
| Glasgow 2023                   | Bronze                | Or                | Bronze     |         |        |

### Coupe du monde
- 2009-2010
  - 3e de la poursuite par équipes à Pékin
- 2010-2011
  - 2e de l'américaine à Melbourne
  - 2e de la poursuite par équipes à Manchester
- 2011-2012
  - 1er de la poursuite par équipes à Cali
  - 3e de la poursuite par équipes à Londres
- 2013-2014
  - 3e de l'omnium à Manchester
- 2018-2019
  - 1er de l'américaine à Cambridge (avec Campbell Stewart)
- 2019-2020
  - 1er de l'omnium à Brisbane
  - 1er de l'américaine à Cambridge  (avec Campbell Stewart)
  - 2e de l'américaine à Brisbane
  - 3e de la poursuite par équipes à Cambridge

### Coupe des nations
- 2023
  - 2e de la poursuite par équipes à Jakarta
  - 3e de l'américaine à Jakarta
- 2024
  - 1er de l'américaine à Adélaïde
  - 1er de l'américaine à Hong Kong
  - 1er de l'omnium à Hong Kong

### Ligue des champions
- 2021
  - 2e de l'élimination à Panevėžys
  - 2e de l'élimination à Londres

### Jeux du Commonwealth
| Édition / Épreuve | Poursuite individuelle | Poursuite par équipes | Course aux points |
| Glasgow 2014      |                        |                       | Bronze            |
| Birmingham 2022   | Or                     | Or                    | Or                |

### Championnats d'Océanie
| Édition / Épreuve | Poursuite individuelle | Poursuite par équipes                                    | Course aux points | Américaine | Scratch | Omnium | Elimination |
| Invercargill 2009 |                        | Argent                                                   |                   | Bronze     |         |        |             |
| Adélaïde 2010     |                        | Argent                                                   |                   | Argent     |         | Bronze |             |
| Invercargill 2011 |                        | Or (avec Sam Bewley, Marc Ryan et Jesse Sergent)         | Argent            |            |         |        |             |
| Invercargill 2013 |                        | Or (avec Pieter Bulling, Dylan Kennett et Marc Ryan)     |                   | Bronze     |         | Argent |             |
| Adélaïde 2014     |                        | Argent                                                   | Or                |            |         | Bronze |             |
| Invercargill 2015 |                        | Or (avec Hayden Roulston, Luke Mudgway et Nick Kergozou) | Or                |            |         | Argent |             |
| Melbourne 2016    |                        |                                                          | Argent            |            |         | Or     |             |
| Brisbane 2022     | Or                     |                                                          | Or                | Argent     | Or      | Or     |             |
| Cambridge 2024    | Or                     |                                                          | Or                | Or         |         | Or     | Or          |

### Championnats de Nouvelle-Zélande
- Champion de Nouvelle-Zélande de vitesse par équipes cadets en 2006 (avec Myron Simpson et Colin Black)
- Champion de Nouvelle-Zélande du scratch en 2012 et 2013
- Champion de Nouvelle-Zélande de poursuite en 2013, 2020 et 2021
- Champion de Nouvelle-Zélande de poursuite par équipes en 2024
- Champion de Nouvelle-Zélande de course aux points en 2013, 2016 et 2021
- Champion de Nouvelle-Zélande de l'américaine en 2013 (avec Myron Simpson) et 2020 (Campbell Stewart)
- Champion de Nouvelle-Zélande de l'omnium en 2015 et 2020

## Palmarès sur route

### Par années
| - 2010 - 3e du Tour de Millersburg - 2011 - 4e étape du Tour of the Murray River - 2012 - 5e étape du Tour de Wellington - 3e du championnat de Nouvelle-Zélande du critérium - 2015 - 2e et 5e étapes de l'An Post Rás - 2e du Lake Taupo Cycle Challenge - 2016 - 6e étape de l'An Post Rás - Tour de Southland : - Classement général - 5e étape - Lake Taupo Cycle Challenge - 3e du championnat de Nouvelle-Zélande du critérium - 2019 - New Zealand Cycle Classic : - Classement général - 1re étape - 1re étape de Belgrade-Banja Luka - 2020 - Champion de Nouvelle-Zélande du critérium - 1re étape de la New Zealand Cycle Classic - Tour de Southland : - Classement général - 1re, 6e (contre-la-montre) et 7e étapes - 2e de la New Zealand Cycle Classic - 2021 - Champion de Nouvelle-Zélande du contre-la-montre - Gravel and Tar Classic - 3e de la New Zealand Cycle Classic | - 2022 - Champion d'Océanie du contre-la-montre - Médaillé d'or de la course en ligne aux Jeux du Commonwealth - Tour de Grèce : - Classement général - 1re étape - 3e étape du Tour de Luxembourg - 2023 - Champion de Nouvelle-Zélande du contre-la-montre - Prologue du Tour de Grèce - 2e du Tour de Grèce - 2024 - Champion d'Océanie du contre-la-montre - Champion de Nouvelle-Zélande sur route - New Zealand Cycle Classic : - Classement général - 1re, 3e, 4e et 5e étapes - Classement général de la Trans-Himalaya Cycling Race - Tour de Hainan : - Classement général - 3e et 4e étapes - 2e du championnat de Nouvelle-Zélande du contre-la-montre - Médaillé de bronze du championnat d'Océanie sur route - 2025 - 4e étape du Tour de Hainan - Boucles de la Mayenne : - Classement général - 2e étape - 2e de la Cadel Evans Great Ocean Road Race - 2e du championnat de Nouvelle-Zélande du contre-la-montre - 3e du Tour de Hainan |  |

### Résultats sur les grands tours

#### Tour d'Espagne
1 participation
- 2017 : 140e

### Classements mondiaux
| Année                                 | 2011 | 2012  | 2013 | 2014 | 2015 | 2016  | 2017  | 2018  | 2019 | 2020 | 2021 | 2022 | 2023 | 2024 |
| ------------------------------------- | ---- | ----- | ---- | ---- | ---- | ----- | ----- | ----- | ---- | ---- | ---- | ---- | ---- | ---- |
| Classement mondial                    |      |       |      |      |      | 1594e | 966e  | 1016e | 510e | 430e | 342e | 193e | 410e | 117e |
| UCI Europe Tour                       | 913e | 1141e | 990e | nc   | 283e | 1074e | 1049e | 920e  |      |      |      |      |      |      |
| UCI Oceania Tour                      | nc   | 22e   | nc   | nc   | nc   | nc    | 32e   | 43e   | 30e  | 28e  | 16e  | 11e  | 30e  | 8e   |
|                                       |      |       |      |      |      |       |       |       |      |      |      |      |      |      |
| Légende : nc = non classéSource : UCI |      |       |      |      |      |       |       |       |      |      |      |      |      |      |